# Nueva Santa Rosa
Nueva Santa Rosa é uma cidade da Guatemala do departamento de Santa Rosa. 